# Містер Олімпія (фільм)
«Містер Олімпія» (англ. Bigger) — американський біографічна драма 2018 року режисера Джорджа Галло про життя культуристів Джо Уайдера та Бена Уайдера.
Прем'єра в Україні відбулась 17 жовтня 2019 року кінодистриб'ютором Каскад Україна.

## У ролях
| Актор                       | Роль                 |
| --------------------------- | -------------------- |
| Тайлер Геклін               | Джозеф Уайдер        |
| Аневрін Барнард             | Бен Уайдер           |
| Джуліанн Гаф                | Бетті Уайдер         |
| Вікторія Джастіс            | Югетт Уайдер         |
| Стів Гуттенберг             | Луї Уайдер           |
| DJ Qualls                   | Майкл Стір           |
| Том Арнольд                 | Рой Гокінс           |
| Калум Фон Могер             | Арнольд Шварценеггер |
| Колтон Гейнс                | Джек Лалейн          |
| Макс Мартіні                | Джеррі Джордж        |
| Кевін Дюранд                | Білл Гок             |
| Роберт Форстер              | Джо 2008             |
| Стен Де Лонжо               | Клод Регін           |
| Джеймс Адам Мадсен-молодший | Білл Перл            |

## Виробництво
На початку вересня 2017 року стало відомо, що Джордж Галло став режисером фільму про життя культуристів Джо та Бена Уайдерів. Тайлер Геклін отримав роль Джозефа Уайдера. Того ж місяця до нього приєдналися Аневрін Бернард, Кевін Дюранд, Вікторія Джастіс і Колтон Гейнс, а також Джуліанн Гаф отримала роль Бетті Уайдер. Наступного місяця стало відомо, що Калум Фон Могер втілить на екрані молодого Арнольда Шварценеггера. Крім того ролі отримали Роберт Форстер, Том Арнольд, Макс Мартіні, DJ Qualls та Стів Гуттенберг.
Зйомки фільму розпочались 9 жовтня 2017 року в Бірмінгемі.